# Michał II (metropolita kijowski)
Michał II – metropolita kijowski od ok. 1130 do 1145.

## Życiorys
Był z pochodzenia Grekiem. Michał II był następcą metropolity kijowskiego Nikity, po którego śmierci katedra ta przez pewien czas pozostawała nieobsadzona. Według Antoniego Mironowicza nowy metropolita przybył do Kijowa już w roku po śmierci poprzednika, tj. w 1127. A. Poppe jest zdania, że Michał II przybył do miasta dopiero latem 1130. Podawane są również wersje, zgodnie z którymi w 1127 lub 1129 Michał II w Konstantynopolu przyjął chirotonię biskupią z tytułem metropolity kijowskiego, a dopiero w 1130 przybył do swojej eparchii. Jesienią tego samego roku metropolita wziął udział w chirotonii biskupiej Nifonta, biskupa nowogrodzkiego, zaś między rokiem 1134 a 1136 przyczynił się do powołania eparchii smoleńskiej. W 1141, po kilkuletnim wakacie na katedrze perejasławskiej, wyświęcił jej nowego zwierzchnika – biskupa Eutymiusza.
Michał II starał się pośredniczyć w konfliktach między książętami ruskimi Jaropołkiem Władimirowiczem i Wsiewołodem Olegowiczem, nie zawsze z powodzeniem (w latach 1134–1135 znajdował się z tego powodu w więzieniu w Nowogrodzie). Usiłował również wspierać na Rusi politykę probizantyjską (stosowaną przez koalicję książąt halickich i suzdalskich).
Michał II nie był obecny na ceremonii objęcia tronu kijowskiego przez Izjasława Mścisławowicza 13 sierpnia 1146. Przyczyną mogło być to, że - według jednego ze źródeł - jeszcze w 1145 zrzekł się katedry i zmarł w Bizancjum. Według innych źródeł powodem tej decyzji był konflikt z władzą świecką na Rusi i sprzeciw Michała II wobec wyboru bez zgody Konstantynopola nowego metropolity pochodzenia rusińskiego. Możliwe jest również, że Michał w 1145 nie wrócił do Kijowa z jednej z wizyt w Bizancjum, orientując się w nieprzychylnej dlań sytuacji politycznej na Rusi.
W ławrze Peczerskiej znajduje się nagrobek „metropolity Michała”, który według niektórych badaczy jest dowodem, iż Michał II zmarł w Kijowie. Według innej hipotezy grób ten należał do półlegendarnego metropolity Michała I lub do Michała III, sprawującego urząd w latach 70. XII w..